# Honiton (North Devon)

Honiton of Honiton Barton is een kleine nederzetting in het Engelse district North Devon, niet te verwarren met de plaats Honiton, die enkele tientallen kilometers verderop in East Devon ligt. De gebouwen en landerijen liggen in de civil parish South Molton. Honiton komt in het Domesday Book (1086) voor als 'Hunitone' / 'Hunitona', maar de huidige bebouwing is recenter. Het geheel bestaat uit de boerderij Honiton Barton met bijgebouwen en kapel en iets oostelijker de kleinere gebouwen van boerderij East Honiton Farm die meer verspreid staan.
Honiton Barton valt onder de bescherming van de English Heritage. Op de boerderij wordt als jaartal 1676 aangegeven, de kapel is omstreeks 1730 gebouwd.

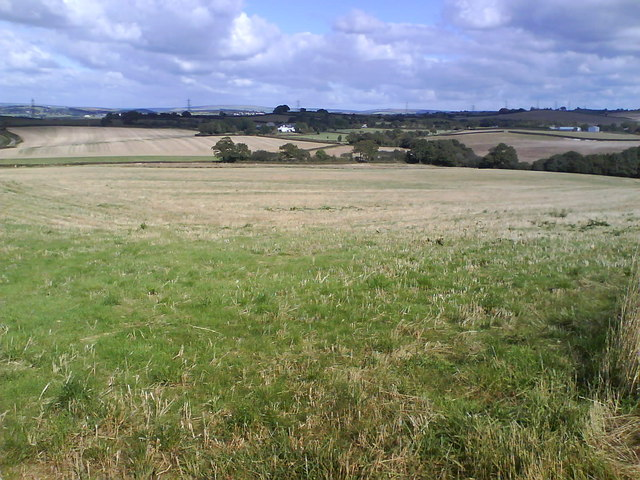
De velden rondom Honiton Barton, gezien in noordoostelijke richting; de witte bebouwing van de nederzetting is op de achtergrond zichtbaar